# Сухая Шалушка
Суха́я Шалу́шка (кабард.-черк. Щхьэлыкъуэ Гъущэ, Шыгъуэфэпс) — река в республике Кабардино-Балкария. Протекает в основном по территории городского округа Нальчик. Площадь водосборного бассейна — 24,4 км².
Берёт начало с северного склона Лесистого хребта. Устье реки находится в 22 км по левому берегу реки Шалушка, у северной окраины города Нальчик.

## Данные водного реестра
По данным государственного водного реестра России относится к Западно-Каспийскому бассейновому округу, водохозяйственный участок реки — Терек от впадения реки Урух до впадения реки Малка. Речной бассейн реки — Реки бассейна Каспийского моря междуречья Терека и Волги.
Код объекта в государственном водном реестре — 07020000612108200005114.